# Bunder Mühle
Die Bunder Windmühle ist eine voll funktionsfähige Galerieholländermühle in Bunde. Sie ist eine von wenigstens sechs Mühlen im Rheiderland.

## Geschichte
Bereits um 1500 haben in Bunde im Wüpping mehrere kleine Mühlen gestanden. In einem Vertrag von 1530 ist verzeichnet, dass Graf Enno von Ostfriesland dem Johann ter Wypping gnädig den Wind verliehen hat und ihm gestattet, in Bunde, wo er eine kleine Mühle hatte, eine größere zu bauen, um die Bunder besser mit Mehl versorgen zu können. Diese Mühle wurde 1594 abgebrochen und nach Holland verkauft. Dann weiß man lange nichts von einer zweiten Mühle in Bunde. Die Königsmühle stand schon damals an der Mühlenstraße und ist heute nur noch als Mühlenstumpf erhalten.
Ein Müllergeselle dieser Königsmühle hat nach der Gewerbefreiheit von 1869 in Bunde wieder eine zweite Mühle erbaut. Diese Mühle war wesentlich kleiner als die heutige. 1910 wurde sie von dem damaligen Müller Willems an den Müller Hinderk Klassen verkauft. 1911 ist diese Mühle in einer Mainacht abgebrannt. Im selben Sommer wurde die Mühle wieder aufgebaut und auf vier Geschosse erhöht. Der Steinsockel wurde von Bunder Bauhandwerkern gebaut. Das hölzerne Achtkant stammt aus Holland und wurde von einem Mühlenbauer wieder aufgebaut.
1956 übernahm der Müllermeister Hermann Huisinga die Mühle. Er ließ Jalousieflügel und eine Windrose einbauen.
Abgesehen von mehreren Reparaturen hat diese Mühle bis Anfang der 1960er Jahre mit Wind gemahlen. Da die Windkraft wirtschaftlich nicht genügend genutzt werden konnte und die Mühle zuletzt nur noch elektrisch betrieben wurde, geriet sie mehr und mehr in Verfall. Bis zum Ende der 1960er Jahre haben der Besitzer und einige Mühlenfreunde vergeblich versucht, die Mühle vor dem Verfall zu retten.
1975 wurde dann der Verkehrs- und Verschönerungsverein (VVV) Bunde gegründet, der es sich zur Aufgabe gemacht hat, die Mühle zu retten. So konnte bereits im Jahr 1974 mit der Instandsetzung begonnen werden. Im ersten Bauabschnitt wurde eine neue Kappe aufgesetzt und mit Malerarbeiten begonnen. 1975 wurde das Achtkant wieder in Ordnung gebracht, neue Flügel montiert und die Malerarbeiten fortgeführt. 1978 konnte dann der neue Bunkler eingesetzt und der windbetriebene Mahlgang in Betrieb genommen werden.

## Restaurierung 1997 bis 1999
Im Jahre 1996 fand durch ein Konkursverfahren ein erneuter Besitzerwechsel statt. Der neue Eigentümer ist Hermann Brandt. Bemühungen seitens der Gemeinde und des VVV Bunde, die Mühle vom neuen Besitzer käuflich zu erwerben, sind gescheitert, da der neue Eigentümer nicht zu einem Verkauf bereit war. Deshalb wurde die Mühle seitens der Gemeinde für 20 Jahre gepachtet und an den VVV Bunde weiterverpachtet. Durch diese langfristige Verpachtung an den Verein konnten öffentliche Gelder aus der Dorferneuerung für die Restaurierung der Mühle beantragt werden. Es wurde festgestellt, dass der Mühlenbauer bei der ersten Sanierung keine fachgerechte Arbeit abgeliefert hatte und die Mühle nur bei starkem Wind arbeiten konnte. Ein Kostenvoranschlag eines niederländischen Mühlenbauers ergab eine Summe von 200.000 €, wovon jedoch nur 175.000 € aus der Dorferneuerung mit 60 Prozent bezuschusst werden durften. So bezahlte die Dorferneuerung 105.000 €, die Samtgemeinde Bunde 55.000 €, der VVV Bunde 15 000 € und die Sparkasse spendete 25.000 € für die Instandsetzung des gehenden Werkes. Der VVV-Betrag von 15.000 € konnte nur durch zahlreiche Spenden aus der Bevölkerung und durch Eigenleistung der Mitglieder erbracht werden.
So wurden in den Jahren 1997 bis 1999 die Kappe sowie das Achtkant renoviert, neue Flügel mit Van Bussel-Verkleidung angebracht und das gehende Werk saniert. Zum Mühlentag 1998 drehten die Flügel das erste Mal wieder. Heute ist die Windmühle wieder vollständig mit Wind betriebsfähig und wird den Besuchern gerne vom VVV Bunde vorgeführt. Zu diesem Zweck haben sich zwei Mitglieder des Vereins zum Freizeitmüller ausbilden lassen, um die Mühle fachgerecht bedienen und unterhalten zu können. Dabei zählte Arno Hunken mit seinen damals 13 Jahren zu den jüngsten geprüften Freizeitmüllern in Deutschland. In den Jahren 2004 bis 2005 ist die Außenfassade erneuert worden. Dabei wurden die Fugen komplett mit einer neuen Technik (Ziegelschlämmverfugung) saniert und anschließend versiegelt. Der Innenputz wurde ebenfalls komplett unter Denkmalschutzauflagen erneuert und zur Vermeidung von weiteren Wasserschäden wurden Dachrinnen angebracht. Der Auftragswert dieser Sanierungsmaßnahmen betrug ca. 55.000 €, so dass bislang seit 1997 mehr als 250.000 € investiert worden sind.

## Aktuelles
Seit 2007 findet der Bunder Weihnachtsmarkt auf dem Gelände vor der Mühle statt. Jährlich am Pfingstmontag ist Deutscher Mühlentag. Die Mühle ist immer dann geöffnet, wenn sich die Mühlenflügel drehen.
Seit 2014 befindet sich in der Mühle auch die Einrichtung der ehemaligen Collrunger Schmiede, die ebenfalls besichtigt – und nach Absprache – auch für Besuchergruppen in Betrieb gesetzt werden kann.

## Daten
- Typ
  - 4-stöckiger Galerieholländer
  - mit Jalousieflügel
  - und Windrose
- Maße
  - Gesamthöhe: 38 m
  - Kappenhöhe: 26 m
  - Galeriehöhe: 14 m
  - Flügelspannweite: 22,5 m
  - Gewicht der Kappe: 16 t
  - Gewicht der Flügelachse: 5 t
- Antriebe
  - 2 betriebsfähige Mahlgänge
  - 1 betriebsfähiger Pellgang